# Karl von Mertens (1842–1910)
Karl svobodný pán von Mertens (německy Carl Freiherr von Mertens) (7. listopadu 1842 Štýrský Hradec – 27. května 1910 Bad Vöslau) byl rakousko-uherský generál. V c. k. armádě sloužil od roku 1861, zúčastnil se několika válečných tažení, později byl štábním důstojníkem u různých posádek, dále císařským pobočníkem a zastával i funkce u dvora. Svou kariéru završil jako velitel 6. armádního sboru v Košicích (1902–1905) a v roce 1904 dosáhl hodnosti generála jezdectva.

## Životopis
Pocházel z patricijské rodiny z Bruselu, v 18. století se předkové usadili v Rakousku. Narodil se jako jediný syn generála Karla Mertense (1803–1874), po matce Marii Alexandrině (1811–1880) byl vnukem generála Friedricha Karla von Langenau. Studoval na Tereziánské vojenské akademii ve Vídeňském Novém Městě a do armády vstoupil jako poručík k 11. pluku kyrysníků. Díky vysokému postavení svého otce rychle postupoval v hodnostech a již v roce 1864 byl kapitánem u 2. kyrysnického pluku. Téhož roku se zúčastnil prusko-dánské války a za zásluhy obdržel Vojenský záslužný kříž. V roce 1867 byl povýšen na rytmistra a byl převelen k 3. hulánskému pluku a v císařské gardě, byl také přidělen ke službě u dvora arcivévodkyně Alžběty. Mezitím si doplnil vzdělání na Válečné škole (K.u.k. Kriegschule) ve Vídni a poté byl v hodnosti majora křídelním pobočníkem císaře Františka Josefa. V roce 1881 byl povýšen na podplukovníka, následně se jako plukovník (1885) stal velitelem 3. hulánského pluku v Haliči.
V roce 1891 byl povýšen do hodnosti generálmajora a převzal velení 20. jezdecké brigády v Krakově, následně byl velitelem 11. jezdecké brigády v Tarnówě. V roce 1895 dosáhl hodnosti polního podmaršála a byl jmenován velitelem jezdecké divize ve Lvově, později byl převelen jako velitel 5. pěší divize do Olomouce. Nakonec byl v letech 1902–1905 velitelem 6. armádního sboru v Košicích. K datu 1. května 1904 dosáhl hodnosti generála jezdectva a o rok později byl penzionován.

## Tituly a ocenění
Od dětství užíval titul svobodného pána udělený jeho otci v roce 1849. Jako velitel armádního sboru získal v roce 1903 titul c. k. tajného rady s nárokem na oslovení Excelence. Během vojenské kariéry obdržel řadu vyznamenání v Rakousku-Uhersku i od zahraničních panovníků. Od roku 1903 byl čestným majitelem pěšího pluku č. 64.

### Rakousko-Uhersko
- Vojenský záslužný kříž III. třídy (1864)
- Řád železné koruny III. třídy (1889)
- rytířský kříž Leopoldova řádu (1898)
- Řád železné koruny I. třídy (1905)

### Zahraničí
- Řád svaté Anny II. třídy v briliantech (Rusko)
- Řád pruské koruny II. třídy (Německo)
- Řád Leopolda (Belgie)
- Řád Fridrichův (Württembersko)
- komandér Řádu württemberské koruny (Württembersko)
- Řád rumunské hvězdy (Rumunsko)
- Řád Takova (Srbsko)
- Řád zähringenského lva (Bádensko)